# Rollin S. Woodruff

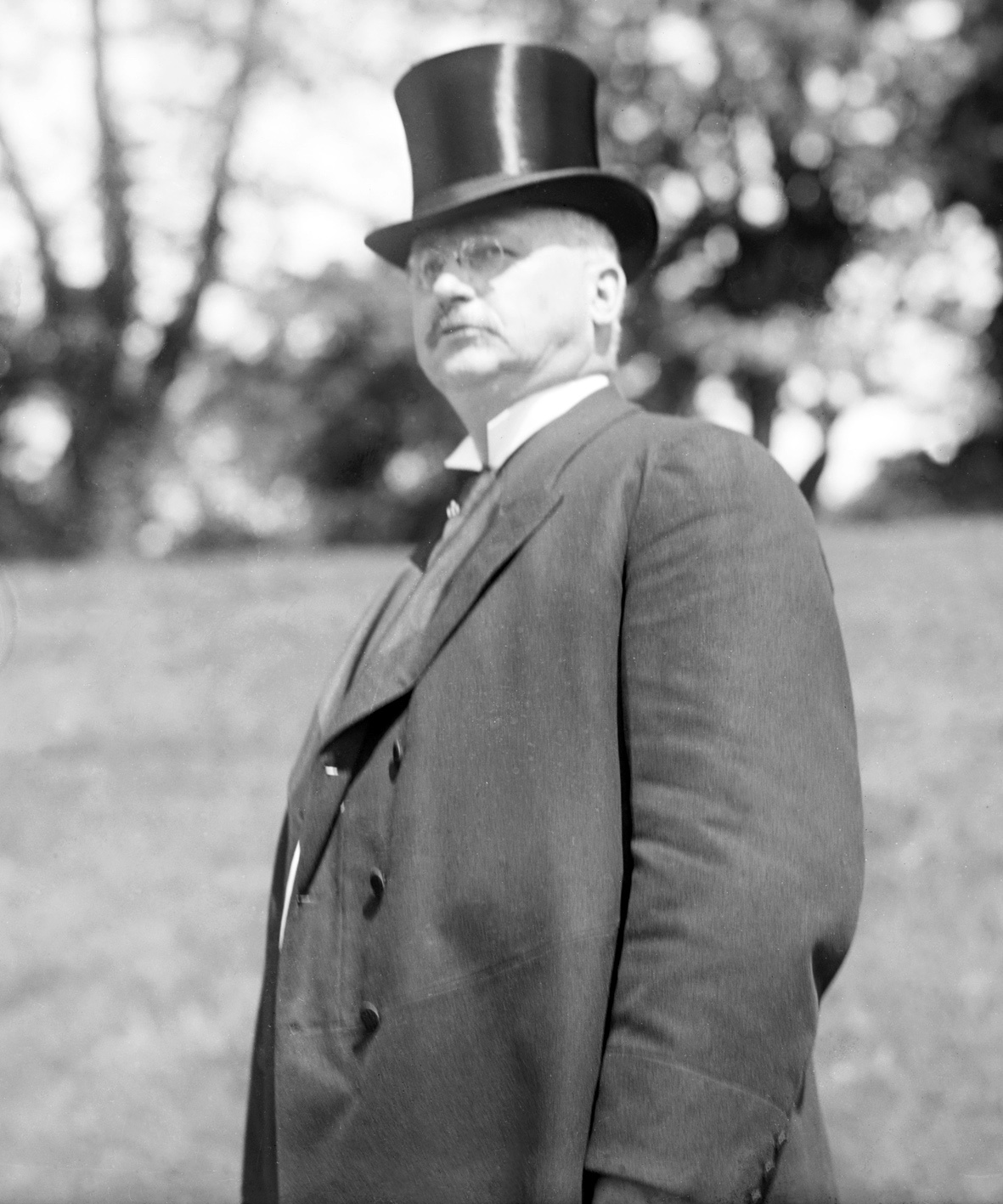
Rollin S. Woodruff (1908)

Rollin Simmons Woodruff (* 14. Juli 1854 in Rochester, New York; † 30. Juni 1925 in New Haven, Connecticut) war ein US-amerikanischer Politiker und von 1907 bis 1909 Gouverneur des US-Bundesstaates Connecticut. Er war Mitglied der Republikanischen Partei.

## Frühe Jahre und politischer Aufstieg
Rollin Woodruff erhielt nur eine rudimentäre Bildung, wurde aber später ein erfolgreicher Geschäftsmann, der an Connecticuts Computing Machine Company sowie der C.S. Mersick Company, einem der größten Eisen- und Stahlgroßhändler, beteiligt war. Er war auch Direktor anderer Aktiengesellschaften sowie zwischen 1905 und 1907 Präsident der Handelskammer von New Haven. Woodruff entschied sich 1903, eine politische Laufbahn einzuschlagen. Er kandidierte für einen Sitz im Senat von Connecticut, wo er nach erfolgreicher Wahl bis 1905 verblieb. Ferner war er zwischen 1905 und 1907 Vizegouverneur von Connecticut.

## Gouverneur von Connecticut
Woodruff gewann 1906 die Gouverneursnominierung der Republikaner und wurde kurze Zeit später zum Gouverneur von Connecticut gewählt. Während seiner Amtszeit war er ein Befürworter der konventionellen republikanischen Themen. Er legte bezüglich einiger Gesetze der Legislative Vetos ein, als das staatliche Finanzsystem oder Budget seinen Schutz brauchten.
Er verließ am 6. Januar 1909 sein Amt und zog sich aus dem öffentlichen Dienst zurück, blieb aber weiter in seinen Geschäften aktiv. Woodruff war auch Mitglied des Union League Club und des New Haven Young Men's Republican Club.
Rollin Woodruff wurde auf dem Evergreen Cemetery in New Haven beigesetzt.